# Alexander Wilson (astrónomo)
Alexander Wilson (1714 - 16 de octubre de 1786) fue un cirujano escocés, tipógrafo, astrónomo, matemático y meteorólogo. Fue el primer científico en registrar el uso de las cometas en la investigación meteorológica.
Su hijo Patrick Wilson le sucedió como Regius Professor de astronomía en la Universidad de Glasgow, en 1784.

## Primeros años
Wilson nació en Saint Andrews, Fife, hijo de Patrick Wilson, párroco local. Se graduó en la Universidad de Saint Andrews en 1733, a los 18 años de edad.
Primero fue aprendiz de un médico en St. Andrews, donde se convirtió en experto en la construcción de termómetros de vidrio con mercurio. En 1737 se trasladó a Londres en busca de fortuna, y encontró trabajo como asistente de un cirujano y boticario francés, que también se ocupaba del cuidado de sus pacientes. Durante este tiempo fue presentado a Lord Isla (que como Wilson, estaba interesado en la astronomía), para quien construyó una serie de instrumentos en 1738.
Después de visitar una fundición de tipos de imprenta con un amigo en Londres, tuvo una idea para mejorarlos. En 1739 volvió con su amigo John Baine a Saint Andrews, donde comenzaron un negocio de fundición de tipos de imprenta en 1742.

## Universidad de Glasgow
En 1744 trasladaron la empresa a Camlachie, cerca de Glasgow, y fue nombrado suministrador tipográfico de la Universidad de Glasgow en 1748. Al año siguiente disolvió su asociación con Baine; incorporando más adelante a sus hijos al negocio. Proporcionó tipos de imprenta a la Foulis press, haciendo posibles sus bellas y artísticas publicaciones. Algunos tipos de letra modernos (como Fontana, Scotch Roman y Wilson Greek) se basan en los tipos diseñados por Alexander Wilson.
En 1749 Wilson hizo el primer uso registrado de cometas en meteorología con su pupilo de 23 años, el estudiante Thomas Melvill de la Universidad de Glasgow, que posteriormente descubriría la lámpara de vapor de sodio. Medían la temperatura del aire a varios niveles sobre el suelo simultáneamente con un tren de cometas.
Con la ayuda de su amigo Lord Isla, entonces el 3er Duque de Argyle, fue nombrado en 1760 para ocupar la nueva cátedra de astronomía práctica en la Universidad de Glasgow, que recientemente había construido el Observatorio Macfarlane. Wilson hizo contribuciones principalmente a la astronomía y a la meteorología, y postuló que: "Lo que impide que las estrellas fijas se precipiten unas sobre otras", la pregunta que Newton había planteado en sus Óptica (1704) era que todo el universo giraba alrededor de su centro. Esto ha resultado ser cierto para las estrellas de la galaxia, el universo entonces conocido, que gira alrededor de un agujero negro central; pero no es cierto para las galaxias del Universo, que se está expandiendo.
Wilson señaló que las manchas solares vistas cerca del borde del disco visible del Sol aparecen deprimidas bajo la superficie solar, un fenómeno conocido como efecto Wilson. Cuando la Real Academia Danesa de Ciencias y Letras anunció un premio para el mejor ensayo sobre la naturaleza de las manchas solares, Wilson presentó un trabajo. El 18 de febrero de 1772 la Academia premió a Wilson con una medalla de oro por su trabajo sobre las manchas solares.
Con su segundo hijo Patrick (Peter) Wilson, formó parte de los miembros fundadores de la Real Sociedad de Edinburgo (RSE). Peter escribió un artículo biográfico sobre su padre que fue publicado en las "Transacciones de la RSE" y en el "Edimburgh Journal of Science" (disponibles en línea).

## Eponimia
- Efecto Wilson
- El cráter lunar Wilson[4] lleva su nombre, honor compartido con los científicos del mismo apellido Ralph Elmer Wilson (1886-1960) y Charles Wilson (1869-1959).
- El asteroide (7660) Alexanderwilson lleva este nombre en su memoria.[5]